# Дионисий Печерский
Дионисий Печерский (прозвище — Щепа; ум. после 1463) — инок Киево-Печерского монастыря, иеромонах. Святой Русской церкви, почитается в лике преподобных, память совершается (по юлианскому календарю): 3 октября и 28 августа (Собор преподобных отцов Киево-Печерских, в Дальних пещерах почивающих).
О преподобном Дионисии рассказывает Киево-Печерский патерик, сообщая о чуде, случившемся в монастырских пещерах на Пасху 1463 года:

В 6971 (1463) году в Печерском монастыре свершилось такое знамение. При князе Семёне Александровиче и при брате его князе Михаиле, при архимандрите печерском Николе за пещерой присматривал некто Дионисий, по прозвищу Щепа. Пришел он в Великий день в пещеру покадить тела усопших, и когда дошел до места, которое называется Община, то, покадив, сказал: «Отцы и братья, Христос воскрес! сегодня Великий день». И прогремело в ответ как гром мощный: «Воистину воскрес Христос».

По преданию, после этого события Дионисий провёл остаток своей жизни затворником в пещерах.
Время начала местного почитания преподобного Дионисия неизвестно. Его имя включено в канон Преподобных отцов Печерских, написанный в 1643 году Мелетием Сиригом по заказу митрополита Петра (Могилы). Общецерковное почитание началось после разрешения Святейшего синода во второй половине XVIII века включать в общецерковные месяцесловы имена ряда киевских святых. День памяти преподобного Дионисия 3 октября выбран в связи с отмечаемой в тот же день памятью священномученика Дионисия Ареопагита.
Самым ранним изображением преподобного Дионисия является гравюра из книги «Патерик, или Отечник Печерский» (Киев, 1661 год). На ней изображён известный по Патерику сюжет о чуде на Пасху. Дионисий изображён в монашеских одеждах и епитрахили, голова непокрыта, клобук вдвинут на плечо. Изображение имеет нимб без каких-либо надписей. Рядом с Дионисием изображены два монаха с факелами. Его пасхальное приветствие братии, погребённой в пещере, написано на белой ленте, исходящей из его уст. Ответ усопших монахов помещён в подписи к иллюстрации в форме двустишия: «Воистину воскресе, яже кости реша, С[вя]ты суть: жизнь и в себе по см[е]рти явиша».